# Germanic
Le Germanic est un paquebot transatlantique britannique mis en service pour la White Star Line en 1875.
Sister-ship du Britannic, il remporte le Ruban bleu l'année de sa mise en service. En 1904, il est cédé à l'American Line, puis l'année suivante à la Dominion Line qui le renomme Ottawa. En 1910, il est revendu à une compagnie ottomane qui le renomme Gul Djemal. Il est ensuite renommé Gulcemal. Il continue à servir jusqu'en 1949, puis est transformé en hôtel flottant avant d'être envoyé à la casse l'année suivante et démoli en 1956.